# カキラン属
カキラン属（カキランぞく、学名：Epipactis、和名漢字表記：柿蘭属）はラン科の属の一つ。

## 特徴
地生の多年草。匍匐する根茎がある。茎は単一で直立し、葉は互生して、披針形または卵形で、葉脈がしわ状になる。花は中型で穂状花序につき、ややまばらに、または多少密につく。苞は狭く、ときに花より長くなり葉状になる。萼片は離生し、卵状披針形で3片はやや同形、いちじるしい稜がある。側花弁は萼片と同じ大きさで、卵形となり先端は鋭頭となる。唇弁は上唇と下唇に分かれ、その間に明瞭な関節があり、基部は顕著な顎とならない。

## 分布
アジア、ヨーロッパ、北アメリカ、アフリカに分布し、交雑種を含めて72種ある。日本には2種が分布する。

## 種

### 日本に分布する種
和名および学名の記載はYListによる。
- エゾスズラン Epipactis papillosa Franch. et Sav. - 日本では、北海道、本州、四国、九州に分布し、高地の林下に生育する[2]。国外では、中国大陸東北部、朝鮮半島、ロシア極東部（沿海地方、ハバロフスク地方、カムチャツカ、樺太、千島列島）に分布する[5]。緑色の花を20-30個つける[2]。
  - ハマカキラン Epipactis papillosa Franch. et Sav. var. sayekiana (Makino) T.Koyama et Asai - 本州の青森県から愛知県にいたる太平洋側に分布し、海岸のクロマツ林下に生育する。エゾスズランの変種で、唇弁の色が白色から黄緑色で赤紫色の斑紋があり、萼片が黄色を帯びる[2]。絶滅危惧II類(VU)。
  - マルバハマカキラン Epipactis papillosa Franch. et Sav. var. sayekiana T.Koyama et Asai f. rotundifolia Asai - 神奈川県にまれに産し、ハマカキランの葉が円形に近いもの[2]。
- カキラン Epipactis thunbergii A.Gray - 日本では、北海道、本州、四国、九州に分布し、日当たりのよい湿地に生育する[2]。国外では、中国大陸（南東部・東北部）、朝鮮半島、ロシア極東部（沿海地方、ハバロフスク地方）に分布する[6]。茎の基部が紫色を帯びる。黄色の花を10個ほどつけ、唇弁の内面に紅紫色の斑紋がある[2]。
  - キバナカキラン Epipactis thunbergii A.Gray f. flava Ohwi - 東北地方に分布し、茎の基部は紫色を帯びない。黄色の花に紫色の斑紋がない[2]。
  - イソマカキラン Epipactis thunbergii A.Gray f. subconformis Sakata - 九州南部に分布し、唇弁が側花弁と同型のもの[2]。

### 国外に分布する種
学名および分布域
- Epipactis africana Rendle - ケニア、タンザニア、ウガンダ、エチオピア、マラウイ、モザンビーク、ブルンジ、カメルーン、ルワンダ、ザイール
- Epipactis alata Aver. & Efimov - 中国大陸（中央部・南部）、ベトナム
- Epipactis albensis Nováková & Rydlo - フランス、ドイツ、オーストリア、チェコ、スロバキア、ルーマニア
- Epipactis atrorubens (Hoffm.) Besser - ヨーロッパ大陸
- Epipactis atromarginata Seidenf. - ベトナム
- Epipactis autumnalis Doro - イタリア
- Epipactis bugacensis Robatsch - オーストリア、ドイツ、ハンガリー、スイス、フランス、スペイン
- Epipactis condensata Boiss. ex D.P.Young - 南コーカサス地方、トルコ、キプロス、レバノン、シリア
- Epipactis dunensis (T.Stephenson & T.A.Stephenson) Godfery - イギリス
- Epipactis exilis P.Delforge - ブルガリア、ギリシャ、イタリア、サルデーニャ島
- Epipactis fageticola (C.E.Hermos.) Devillers-Tersch. & Devillers - スイス、フランス、スペイン、ポルトガル
- Epipactis flaminia P.R.Savelli & Aless. - チェコ、スロバキア、オーストリア、ドイツ、イタリア、旧ユーゴスラビア
- Epipactis flava Seidenf. - タイ
- Epipactis gigantea Douglas ex Hook. - メキシコ北西部、アメリカ西部、カナダ西部
- Epipactis greuteri H.Baumann & Künkele - ドイツ、チェコ、スロバキア、オーストリア、イタリア、旧ユーゴスラビア、ルーマニア、ハンガリー、ギリシャ
- Epipactis guegelii Robatsch - ルーマニア
- Epipactis helleborine (L.) Crantz - アジア、ヨーロッパ、アフリカ北西部
- Epipactis heraclea P.Delforge & Kreutz - ギリシャ
- Epipactis humilior (Tang & F.T.Wang) S.C.Chen & G.H.Zhu - 中国大陸（中央部・南部、チベット
- Epipactis ioessa Bongiorni, De Vivo, Fori & Romolini - イタリア
- Epipactis kleinii M.B.Crespo & M.R.Lowe & Piera - フランス、スペイン
- Epipactis leptochila (Godfery) Godfery - ヨーロッパ
- Epipactis lusitanica D.Tyteca - スペイン、ポルトガル、モロッコ
- Epipactis mairei Schltr. - 中国大陸、チベット、ネパール、ミャンマー
- Epipactis meridionalis H.Baumann & R.Lorenz - イタリア
- Epipactis microphylla (Ehrh.) Sw. - ヨーロッパ、トルコ、キプロス、コーカサス地方、イラン
- Epipactis muelleri Godfery - ヨーロッパ
- Epipactis nordeniorum Robatsch - ドイツ、チェコ、スロバキア、オーストリア、ハンガリー、イタリア
- Epipactis olympica Robatsch - ギリシャ
- Epipactis palustris (L.) Crantz - ヨーロッパ、アジア中部・西部
- Epipactis persica (Soó) Hausskn. ex Nannf. -  東エーゲ海諸島、トルコ、南コーカサス地方、イラン、アフガニスタン、パキスタン、西ヒマラヤ
- Epipactis phyllanthes G.E.Sm. - スウェーデン、デンマーク、イギリス、アイルランド、ドイツ、オーストリア、ベルギー、フランス、スペイン
- Epipactis placentina Bongiorni & P.Grünanger - チェコ、スロバキア、フランス、スイス、イタリア、コルシカ島
- Epipactis pontica Taubenheim - 南コーカサス地方、トルコ、ギリシャ、旧ユーゴスラビア、イタリア、オーストリア、ハンガリー、チェコ、スロバキア
- Epipactis purpurata Sm. - ヨーロッパ
- Epipactis rechingeri Renz - イラン
- Epipactis rivularis Kranjcev & Cicmir - 旧ユーゴスラビア、イタリア
- Epipactis royleana Lindl. - チベット、ヒマラヤ、ネパール、パキスタン、アフガニスタン、キルギス、タジキスタン、ウズベキスタン
- Epipactis savelliana Bongiorni, De Vivo & Fori - イタリア
- Epipactis stellifera Di Antonio & Veya - スイス
- Epipactis tallosii A.Molnár & Robatsch - チェコ、スロバキア、ハンガリー、イタリア
- Epipactis taurica Fateryga & Kreutz - クリミア
- Epipactis troodi H.Lindb. - トルコ、キプロス、クレタ島
- Epipactis turcica Kreutz - 東エーゲ海諸島、トルコ
- Epipactis turcomanica K.P.Popov & Neshat. - トルクメニスタン
- Epipactis ulugurica Mansf. - タンザニア
- Epipactis veratrifolia Boiss. & Hohen. - エチオピア、ソマリアア、アラビア半島、コーカサス地方、中国大陸（南部・チベット）、トルクメニスタン、アフガニスタン、キプロス、イラン、イラク、レバノン、シリア、パレスチナ、シナイ半島、トルコ、アッサム、ヒマラヤ、インド、ネパール、パキスタン、ミャンマー
- Epipactis xanthophaea Schltr. - 中国大陸（中北部・内モンゴル・東北部）

### 交雑種
学名および分布域
- Epipactis × barlae A.Camus - スイス
- Epipactis × barreana B.Baumann & H.Baumann - イタリア
- Epipactis × breinerorum Batouše - チェコ、スロバキア、オーストリア
- Epipactis × bruxellensis P.Delforge - ベルギー、スウェーデン
- Epipactis ×  cardonneae J.M.Lewin - フランス
- Epipactis ×  conquensis Benito & C.E.Hermos. - フランス、スペイン
- Epipactis × gerbaudiorum P.Delforge - フランス
- Epipactis × gevaudanii P.Delforge - オーストリア、フランス、スペイン
- Epipactis × graberi A.Camus - オーストリア、スイス、フランス
- Epipactis × hanseniorum Batoušek - チェコ、スロバキア
- Epipactis × heterogama M.Bayer - ドイツ、チェコ、スロバキア、オーストリア
- Epipactis × liestalensis A.Camus - スイス
- Epipactis × nicolosii M.P.Grasso & Grillo - シチリア島
- Epipactis × pupplingensis K.P.Bell - スウェーデン、ドイツ、オーストリア、フランス
- Epipactis × reinekei M.Bayer - ドイツ、チェコ、スロバキア、オーストリア、フランス
- Epipactis × robatschii Gévaudan & P.Delforge - ハンガリー
- Epipactis × schmalhausenii K.Richt. - ヨーロッパ
- Epipactis × schulzei P.Fourn. - ドイツ、オーストリア、スイス、フランス、ギリシャ
- Epipactis × soguksuensis Kreutz - トルコ
- Epipactis × stephensonii Godfery - イギリス、ドイツ、オーストリア、フランス
- Epipactis × vermionensis B.Baumann & H.Baumann - イタリア、ギリシャ

## ギャラリー
- エゾスズラン
- カキラン
- Epipactis helleborine